# Volotxanka
Volotxanka (en rus: Волочанка) és un poble (un possiólok) del krai de Krasnoiarsk, a Rússia, que en el cens del 2010 tenia 530 habitants. Pertany al districte de Dudinka.